# Dottikon
Dottikon (toponimo tedesco) è un comune svizzero di 3 872 abitanti del Canton Argovia, nel distretto di Bremgarten.

## Monumenti e luoghi d'interesse

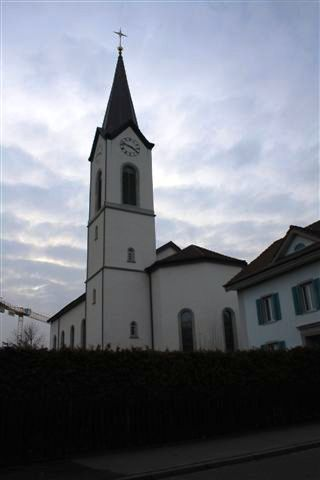
La chiesa cattolica di Sant'Agata

- Chiesa cattolica di Sant'Agata, attestata dal 1426 e ricostruita nel 1865[1].

## Società

### Evoluzione demografica
L'evoluzione demografica è riportata nella seguente tabella:
Abitanti censiti

## Infrastrutture e trasporti
Dottikon è servito dalla stazione di Dottikon-Dintikon sulla ferrovia Brugg-Immensee.

## Amministrazione
Ogni famiglia originaria del luogo fa parte del cosiddetto comune patriziale e ha la responsabilità della manutenzione di ogni bene ricadente all'interno dei confini del comune.